# Will Louis
Pour les articles homonymes, voir Louis.
Ne doit pas être confondu avec Willard Louis.
Will Louis, né le 24 juin 1873 dans le Maryland (États-Unis) et mort le 6 décembre 1959 à Los Angeles, est un réalisateur, acteur et scénariste américain. Il est surtout connu pour avoir réalisé de nombreux films avec Oliver Hardy, bien avant l'apparition du duo avec Stan Laurel. On lui doit la série "Plump and Runt", avec le duo Oliver Hardy (Plump) et Billy Ruge (Runt).

## Filmographie partielle

### En tant que réalisateur
- 1912 : The Dumb Wooing (court-métrage)
- 1913 : Eighty Million Women Want - ?
- 1914 : Back to the Farm (court-métrage)
- 1914 : Making Auntie Welcome (court-métrage)
- 1914 : Who's Who? (court-métrage)
- 1915 : Spaghetti a la Mode
- 1915 : Shoddy the Tailor (court-métrage)
- 1915 : A Double Role (court-métrage)
- 1915 : An Expensive Visit (court-métrage)
- 1915 : A Lucky Loser (court-métrage)
- 1915 : Cleaning Time (court-métrage)
- 1915 : Black Art (court-métrage)
- 1915 : The Cook's Mistake (court-métrage)
- 1915 : Mixed Flats (court-métrage)
- 1915 : Sleep, Beautiful Sleep (court-métrage)
- 1915 : Count Macaroni (court-métrage)
- 1915 : The Undertaker's Daughter (court-métrage)
- 1915 : A Hazardous Courtship (court-métrage)
- 1915 : Up in the Air (court-métrage)
- 1915 : Father Said He'd Fix It (court-métrage)
- 1915 : A Sport of Circumstances (court-métrage)
- 1915 : It May Be You (court-métrage)
- 1915 : What a Cinch (court-métrage)
- 1915 : A Change for the Better (court-métrage)
- 1915 : Poor Baby (court-métrage)
- 1915 : Not Much Force (court-métrage)
- 1915 : Food for Kings and Riley (court-métrage)
- 1915 : The Dead Letter (court-métrage)
- 1915 : Clothes Make the Man (court-métrage)
- 1915 : Matilda's Fling (court-métrage)
- 1915 : The Haunted Hat (court-métrage)
- 1915 : The Simp and the Sophomores (court-métrage)
- 1915 : Babe's School Days (court-métrage)
- 1915 : The Silent Tongue (court-métrage)
- 1915 : In Zululand (court-métrage)
- 1915 : Black Eyes (court-métrage)
- 1915 : The Widow's Breezy Suit (court-métrage)
- 1915 : The Seventh Day (court-métrage)
- 1915 : The Parson's Button Matcher (court-métrage)
- 1915 : His Wife's Sweetheart (court-métrage)
- 1915 : The Sufferin' Baby (court-métrage)
- 1915 : Santa Claus vs. Cupid (court-métrage)
- 1916 : A Special Delivery (court-métrage)
- 1916 : A Sticky Affair (court-métrage)
- 1916 : Hardy papa (One Too Many) (court-métrage)
- 1916 : The Serenade (court-métrage)
- 1916 : Nerve and Gasoline (court-métrage)
- 1916 : Their Vacation (court-métrage)
- 1916 : Mamma's Boys (court-métrage)
- 1916 : The Battle Royal (court-métrage)
- 1916 : All for a Girl (court-métrage)
- 1916 : What's Sauce for the Goose (court-métrage)
- 1916 : The Brave Ones (court-métrage)
- 1916 : The Real Dr. Kay (court-métrage)
- 1916 : A Mix-Up in Black (court-métrage)
- 1916 : The Water Cure (court-métrage)
- 1916 : Robbing the Fishes (court-métrage)
- 1916 : Thirty Days (court-métrage)
- 1916 : Baby Doll (court-métrage)
- 1916 : The Schemers (court-métrage)
- 1916 : Sea Dogs (court-métrage)
- 1916 : Cœurs affamés (Hungry Hearts) (court-métrage)
- 1916 : Never Again (court-métrage)
- 1916 : Better Halves (court-métrage)
- 1916 : A Day at School (court-métrage)
- 1916 : Spaghetti (court-métrage)
- 1916 : Aunt Bill (court-métrage)
- 1916 : The Heroes (court-métrage)
- 1916 : Human Hounds (court-métrage)
- 1916 : Dreamy Knights (court-métrage)
- 1916 : Life Savers (court-métrage)
- 1916 : Their Honeymoon (court-métrage)
- 1916 : An Aerial Joyride (court-métrage)
- 1916 : Sidetracked (court-métrage)
- 1916 : Stranded (court-métrage)
- 1916 : Love and Duty (court-métrage)
- 1916 : The Reformers (court-métrage)
- 1916 : Royal Blood (court-métrage)
- 1916 : The Candy Trail (court-métrage)
- 1916 : The Precious Parcel (court-métrage)
- 1916 : A Maid to Order (court-métrage)
- 1916 : Pipe Dreams (court-métrage)

### En tant que scénariste
- 1914 : Back to the Farm de Joseph Levering et Will Louis (court-métrage)
- 1914 : Who's Who? (court-métrage)
- 1915 : Cleaning Time (court-métrage)
- 1915 : Black Art de Will Louis (court-métrage)
- 1915 : Mixed Flats de Will Louis (court-métrage)
- 1915 : The Undertaker's Daughter de Will Louis (court-métrage)
- 1915 : Father Said He'd Fix It de Will Louis (court-métrage)
- 1915 : Babe's School Days de Will Louis (court-métrage)
- 1915 : In Zululand de Willard Louis de Will Louis (court-métrage)
- 1915 : The Parson's Horse Race de George Lessey (court-métrage)
- 1915 : The Parson's Button Matcher de Will Louis (court-métrage)
- 1917 : Speed (court-métrage)
- 1917 : Getting the Evidence (court-métrage)
- 1917 : Her Iron Will (court-métrage)